# 1900 în artă
← 1897 în artă — 1898 în artă — 1899 în artă ——  1900 în artă  —— 1901 în artă — 1902 în artă — 1903 în artă →
1900 în artă a implicat o serie de evenimente:

## Evenimente

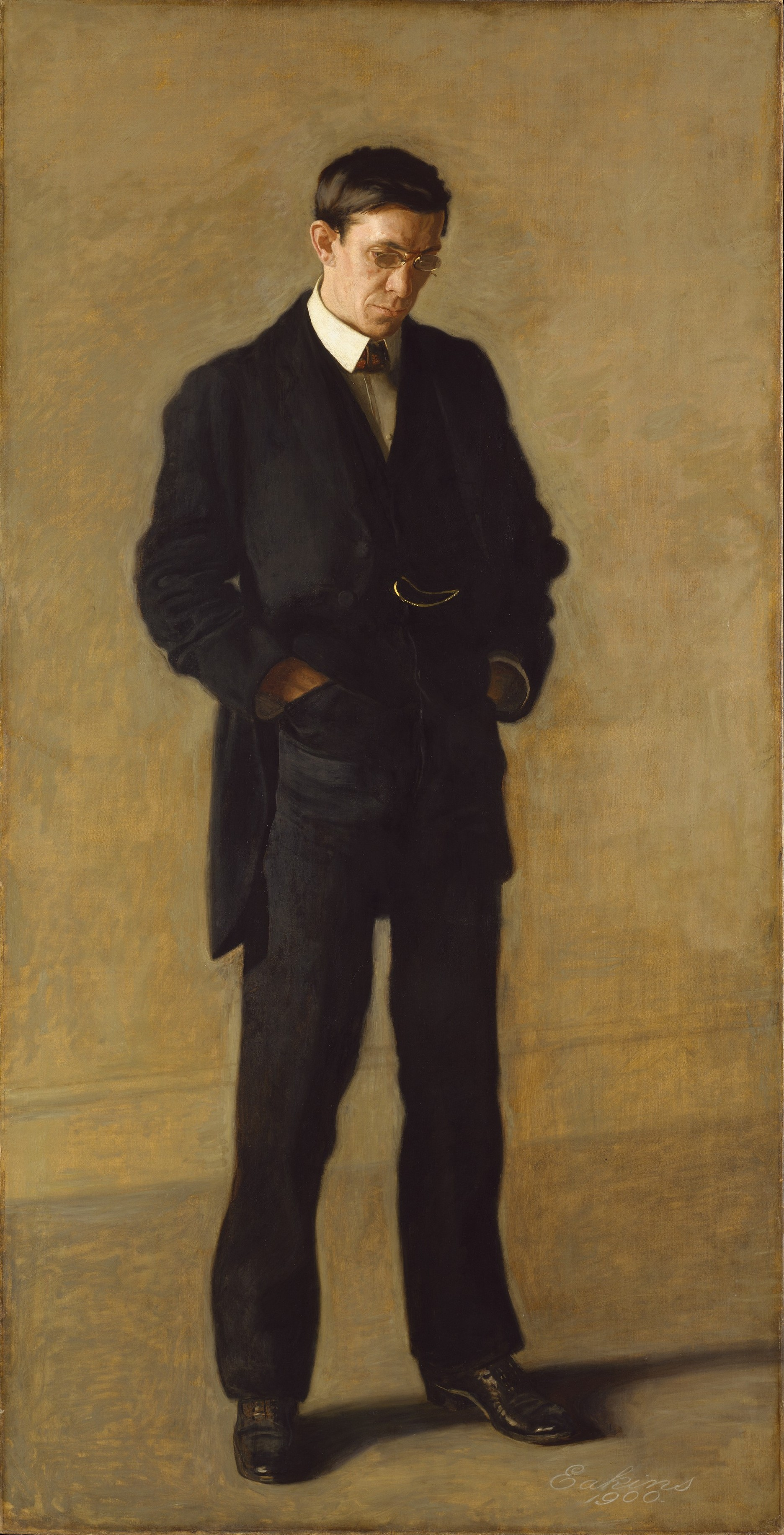
Autor, Thomas Eakins (1844 – 1916) — Gânditorul: Portretul lui Louis N. Kenton {în engleză The Thinker: Portrait of Louis N. Kenton) – 1900

### Evenimente artistice oriunde
- 14 aprilie – 12 noiembrie — A avut loc Expoziția Universală (1900) - Exposition Universelle, desfășurată la Paris, care a contribuit semnificativ la popularizarea stilului Art Nouveau.

Artistul vizual ceh Alphonse Mucha a decorat pavilionul Bosniei și Herțegovinei, colaborând totodată, împreună cu alți artiști, la decorarea pavilionului monarhiei Austro-Ungariei.
Fără date precise,
- Fotograful și publicistul american Fred Holland Day (1864 – 1933) organizează o expoziție de fotografii dedicată promovării Noii școli a fotografiei americane (în engleză New School of American Photography) la Royal Photographic Society din Londra.
- Muzeul de artă intitulat Wallace Collection, din Londra, se deschide publicului.
- Galeria de artă Zachęta, din Varșovia este completată.
- Pictorul francez Claude Monet locuiește pentru o perioadă de timp în Londra și începe a picta seria sa de picturi intitulată Houses of Parliament (seria Clădirea Parlamentului).
- Artistul vizual, designerul și pedagogul german Wilhelm von Debschitz 1871 – 1948) împreună cu sculptorul elvețian Hermann Obrist (1862 – 1927), realizator de lucrări în stil Jugendstil și Art Nouveau, fondează în Munchen, entitatea artistică Lehr- und Versuchsatelier für angewandte und freikunst (Studio didactic și experimental pentru arte aplicate și plastice), o școală artistică influentă din Germania și Europa.

## Nașteri

### Ianuarie - iunie
- 13 ianuarie –
- 4 februarie –
- 28 februarie –
- 10 martie –
- 23 martie –

### Iulie - decembrie
- 1 iulie –
- 17 august –

## Decese
- 20 ianuarie – John Ruskin, critic de artă englez (n. 8 februarie 1819)
- 7 aprilie – Frederic Edwin Church, pictor peisagist american  (n. 4 mai 1826)
- 26 aprilie – Alexandre Falguière (nume complet, Jean Alexandre Joseph Falguière), pictor și sculptor francez (n. 7 septembrie 1831)
- 2 iulie – Thomas Farrell, sculptor irlandez (n. 1827)
- 4 august – Isaac Levitan, pictor peisagist rus (b. 18 august 1860)
- 17 august – Thomas Faed, pictor scoțian (n. 1826)
- 27 octombrie – William Anderson, colecționar de artă englez, „specializat” în artă japoneză (n. 18 decembrie 1842)
- 29 noiembrie – Méry Laurent, model francez și muza lui Édouard Manet  (n. 29 aprilie 1849)

## Galerie (lucrări din 1900)

Lucrări reprezentative
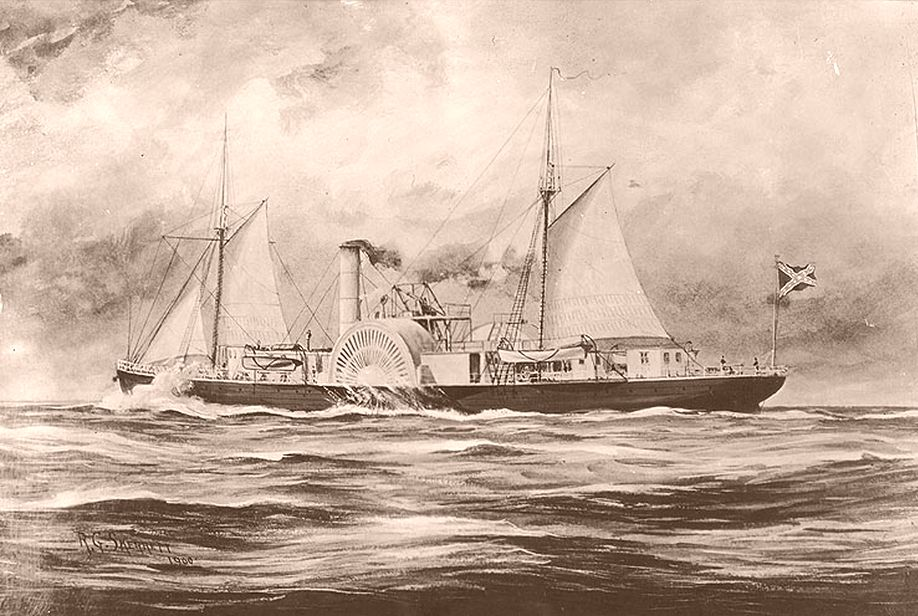
1900 – autor R.G. Skerret
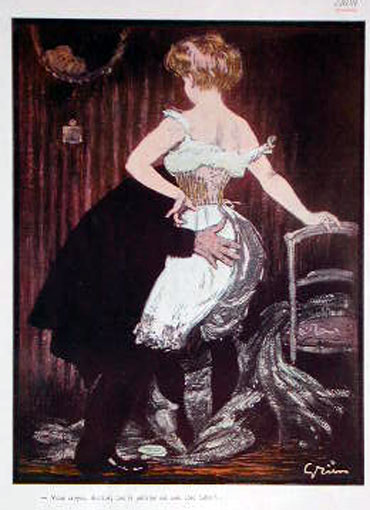
1900 – Jules-Alexandre Grün (1872 – 1938) – Îmbrăcăminte intimă feminină (în franceză Sous-vêtements féminins)
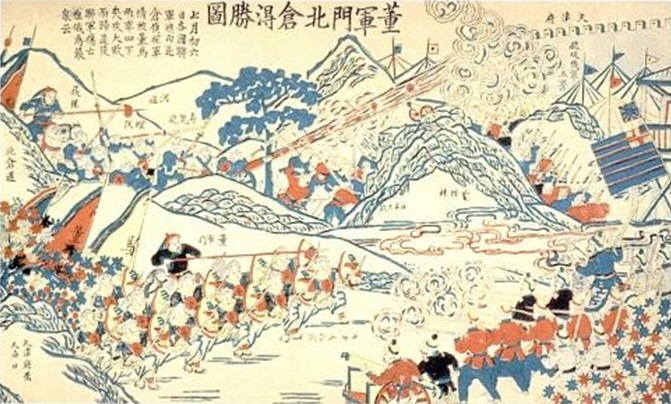
1900 – Victoria Generalului Dong la Beicang